# Animales sueltos: clásico
Animales sueltos: clásico es un late night show argentino conducido por Alejandro Fantino, Coco Sily y Denise Dumas que se estrenó el 1° de octubre de 2016 por América TV.

## Primera temporada (2016)
Forman el programa los siguientes personajes: Alejandro Fantino, Coco Sily.

## Segunda temporada (2017)
Las autoridades de América confirmaron la continuidad del ciclo en 2017, a raíz de los buenos resultados obtenidos en la franja de la medianoche.
Forman el programa los siguientes personajes: Alejandro Fantino, Coco Sily y Denise Dumas.
El programa inició nuevamente el 26 de agosto de 2017.
- Datos: Q30917537